# Église Saint-Médard de Vaux-Andigny
L'église Saint-Médard est une église située à Vaux-Andigny, dans le département de l'Aisne, en France.

## Localisation
L'église est située sur la commune de Vaux-Andigny, dans le département de l'Aisne.

## Historique
Inscrite à l'Inventaire général du patrimoine culturel depuis 1990.